# Lærke Winther Andersen
Lærke Winther Andersen (* 23. September 1975) ist eine dänische Schauspielerin.

## Leben
Lærke Winther Andersen absolvierte von 1996 bis 1999 erfolgreich eine Schauspielausbildung an der Arts Educational Schools in London. Mit ihrer Rückkehr nach Dänemark debütierte sie 2001 in einer kleinen Nebenrolle in Hella Joofs Komödie Shake It All About auf der Leinwand. Seitdem war sie unter anderem in Filmen wie Todeshochzeit und Tage des Zorns sowie als Mia Vogelsang in der Fernsehreihe Nordlicht – Mörder ohne Reue zu sehen. Für die Darstellung der Katrine, einer von Selbstzweifeln geplagten jungen Mutter, in Heidi Maria Faissts Drama Velsignelsen erhielt Andersen eine Nominierung als Beste Hauptdarstellerin für den renommierten dänischen Filmpreis Bodil, sowie eine Nominierung als Beste Schauspielerin für den Zulu Award.

## Filmografie (Auswahl)
- 2000: The Wake
- 2001: Shake It All About (En kort en lang)
- 2002: Hvor svært kan det være (Fernsehserie, 10 Episoden)
- 2003: Switching: An Interactive Movie.
- 2003: Regel nr. 1
- 2004: Krøniken (Fernsehserie, 2 Episoden)
- 2004: Villa paranoia
- 2004: Oh Happy Day
- 2004–2008: Normalerweize (Fernsehserie, 31 Episoden)
- 2005: Wulffmorgenthaler (Fernsehserie, 8 Episoden)
- 2005: Der schönste Tag (Den store dag)
- 2005: Todeshochzeit – Niemand sollte alleine sterben (Mørke)
- 2005: Nynne
- 2007: Daisy Diamond
- 2008: Tage des Zorns (Flammen & Citronen)
- 2008: Album (Fernsehserie, 4 Episoden)
- 2008: Deroute (Fernsehserie, 4 Episoden)
- 2008: En enkelt til Korsør
- 2009: Velsignelsen
- 2009: Mille (Fernsehserie, 10 Episoden)
- 2010: Udflugt
- 2010: Kleine Morde unter Nachbarn (Lærkevej, Fernsehserie, 10 Episoden)
- 2010: Tigre og tatoveringer (Kurzfilm, Sprechrolle)
- 2011: Skæg med bogstaver (Fernsehserie, 3 Episoden)
- 2011: Nordlicht – Mörder ohne Reue (Den som dræber, Fernsehreihe, 12 Episoden)
- 2011: Ronal der Barbar (Ronal Barbaren, Sprechrolle)
- 2013: Antboy – Der Biss der Ameise (Antboy)
- 2013: Valg i kommunen (Fernsehserie, 1 Episode)
- 2013: Tvillingerne & Julemanden (Fernsehserie, 24 Episoden)
- 2013–2016: Dicte (Fernsehserie, 30 Episoden)
- 2014: Skybrud (Kurzfilm)
- 2014: Cykelmyggen og minibillen (Sprechrolle)
- 2014–2015: Helden am Herd (Bankerot, Fernsehserie, 9 Episoden)
- 2015: Min søsters børn og guldgraverne
- 2015: Mennesker bliver spist
- 2015: Mens vi presser citronen (Fernsehserie, 5 Episoden)
- 2015: Juleønsket (Fernsehserie, 24 Episoden)
- 2016: Antboy – Superhelden hoch 3 (Antboy 3)
- 2016: Swinger
- 2016: Grand danois (Fernsehserie, 8 Episoden)
- 2017: 3 ting
- 2017: Rellik (Fernsehserie, 6 Episoden)
- 2019: Mødregruppen
- 2019: Jagtsæson
- 2019: Mellem os (Fernsehserie, 8 Episoden)
- 2022: Toskana